# Unterseeboot 446
L'Unterseeboot 446 ou U-446 est un U-Boot type VIIC utilisé par la Kriegsmarine pendant la Seconde Guerre mondiale.
Le sous-marin fut commandé le 6 août 1940 à Dantzig (Schichau-Werke), sa quille fut posée le 9 avril 1941, il fut lancé le 11 avril 1942 et mis en service le 20 juin 1942, sous le commandement de l'Oberleutnant zur See Hellmuth-Bert Richard.
Le sous-marin n'a mené aucune patrouille, par conséquent il n'endommagea ou ne coula aucun navire.
Il fut coulé en septembre 1942 en mer Baltique. Son épave fut renflouée en novembre et sabordée en 1945.

## Conception
Unterseeboot type VII, l'U-446 avait un déplacement de 769 tonnes en surface et 871 tonnes en plongée. Il avait une longueur totale de 67,10 m, un maître-bau de 6,20 m, une hauteur de 9,60 m, et un tirant d'eau de 4,74 m. Le sous-marin était propulsé par deux hélices de 1,23 m, deux moteurs diesel Germaniawerft M6V 40/46 de 6 cylindres en ligne de 1 400 cv à 470 tr/min, produisant un total de 2 060 à 2 350 kW en surface et de deux moteurs électriques AEG GU 460/8-276 de 375 cv à 295 tr/min, produisant un total 550 kW, en plongée. Le sous-marin avait une vitesse en surface de 17,7 nœuds (32,8 km/h) et une vitesse de 7,6 nœuds (14,1 km/h) en plongée. Immergé, il avait un rayon d'action de 80 milles marins (150 km) à 4 nœuds (7,4 km/h; 4,6 milles par heure), et pouvait atteindre une profondeur de 230 m. En surface son rayon d'action était de 8 500 milles nautiques (soit 15 700 km) à 10 nœuds (19 km/h). 
L'U-446 était équipé de cinq tubes lance-torpilles de 53,3 cm (quatre montés à l'avant et un à l'arrière) qui contenait quatorze torpilles. Il était équipé d'un canon de 8,8 cm SK C/35 (220 coups) et d'un canon antiaérien de 20 mm Flak. Il pouvait transporter 26 mines TMA ou 39 mines TMB. Son équipage comprenait 4 officiers et 40 à 56 sous-mariniers.

## Historique
Il sert dans la 8. Unterseebootsflottillejusqu'à sa perte. 
Il est coulé le 21 septembre 1942 près de Kahlberg, dans le golfe de Dantzig à la position 54° 27′ N, 18° 55′ E, par une mine mouillée d'un avion britannique.
23 des 41 membres d'équipage meurent dans cette attaque.
L'épave est renflouée le 1er novembre et utilisée comme navire cible près de Lübeck. Il est retiré du service le 12 novembre avant d'être sabordé le 3 mai 1945 à Kiel, à la position 54° 19′ N, 10° 09′ E.
Sa coque est démolie en 1947.

## Affectations
- 8. Unterseebootsflottille du 20 juin 1942 au 21 septembre 1942 (Période de formation).

## Commandement
- Oberleutnant zur See Hellmuth-Bert Richard du 20 juin 1942 au 21 septembre 1942.